# Malandania
Malandania is een geslacht van Phasmatodea uit de familie Phasmatidae. De wetenschappelijke naam van dit geslacht is voor het eerst geldig gepubliceerd in 1918 door Sjöstedt.

## Soorten
Het geslacht Malandania is monotypisch en omvat slechts de volgende soort:
- Malandania pulchra Sjöstedt, 1918